# یونگدونگ
یونگدونگ (به لاتین: Yeongdong County) یک منطقهٔ مسکونی در کره جنوبی است که در استان چونگچانگ شمالی واقع شده‌است. یونگدونگ ۸۴۵٫۰۱ کیلومتر مربع مساحت و ۵۷٬۴۲۴ نفر جمعیت دارد.